# Wyatt Earp

Wyatt Earp um 1881

Wyatt Berry Stapp Earp (* 19. März 1848 in Monmouth, Illinois; † 13. Januar 1929 in Los Angeles, Kalifornien; auch Wyatt Erpe) war ein nordamerikanischer Revolverheld, der in seinem Leben auch als Farmer, Transporteur, Büffeljäger, Gesetzeshüter (Marshal) in verschiedenen Städten des Westens der Vereinigten Staaten, Glücksspieler, Saloonbesitzer und Bergmann tätig war. Bekannt wurde er durch seine Beteiligung an der Schießerei am O. K. Corral zusammen mit Doc Holliday und seinen zwei Brüdern Virgil und Morgan Earp. Wyatt Earp wurde zur US-Legende, nicht zuletzt durch eine Vielzahl von Filmen, Biografien und Romanen.

## Frühe Jahre
Wyatt Earps Vater, der Witwer Nicholas Porter Earp, heiratete am 30. Juli 1840 in Hartford (Kentucky) Virginia Ann Cooksey. Die Familie zog nach Monmouth in Illinois, wo am 19. März 1848 Wyatt Earp als viertes von acht Kindern geboren wurde. Nicholas Earp benannte ihn nach seinem Kommandanten im Mexikanisch-Amerikanischen Krieg, Hauptmann Wyatt Berry Stapp von den berittenen Freiwilligen aus Illinois. Im März 1850 verließen die Earps Monmouth, um nach Kalifornien zu ziehen, ließen sich dann aber in Iowa nieder. Sie bewirtschafteten dort eine Farm von etwa 50 Hektar Größe, 10 Kilometer nordöstlich des Ortes Pella.
Am 4. März 1856 verkaufte Nicholas Earp seine Farm und kehrte nach Monmouth, Illinois, zurück. Er fand dort aber weder als Böttcher noch als Farmer Arbeit. Da er nicht anders für seine Familie sorgen konnte, übernahm er für drei Jahre den Posten eines Polizisten. Berichten zufolge soll er aber noch eine zweite Einkommensquelle durch den Verkauf alkoholischer Getränke gehabt haben, was ihn in Konflikt mit der örtlichen Abstinenzbewegung brachte.
Im Jahre 1859 wurde er wegen Schmuggels angeklagt und verurteilt. Da er die gerichtlich auferlegte Geldstrafe nicht bezahlen konnte, wurde der Familienbesitz versteigert. Zwei Tage später verließen die Earps erneut die Stadt und zogen wieder nach Pella, Iowa. Nicholas Earp kehrte aber 1860 noch mehrfach nach Monmouth zurück, einerseits um den Verkauf seines Eigentums dort abzuschließen und andererseits wegen verschiedener Gerichtsprozesse aufgrund seiner Schulden und Steuerhinterziehung.
Während dieses zweiten Aufenthalts in Pella brach der Amerikanische Bürgerkrieg aus. Wyatt Earps drei ältere Brüder Newton, James und Virgil Earp schlossen sich am 11. November 1861 der Unionsarmee an. Wyatt Earp war zu diesem Zeitpunkt erst 13 Jahre alt und damit zu jung für die Armee. Er riss später mehrfach aus und versuchte trotzdem sich der Armee anzuschließen. Sein Vater fand ihn jedes Mal und holte ihn zurück. Während sein Vater sehr damit beschäftigt war, örtliche Kompanien auszubilden, musste Wyatt Earp zusammen mit seinen zwei jüngeren Brüdern Morgan und Warren 25 Hektar Maisfelder bewirtschaften. James Earp kehrte im Sommer 1863 aus dem Krieg zurück, nachdem er bei Fredericktown, Missouri, schwer verwundet worden war. Newton und Virgil Earp kämpften in mehreren Schlachten im Osten und kehrten erst zum Kriegsende nach Hause zurück.
Am 12. Mai 1864 schloss sich die Familie Earp einem Treck nach Kalifornien an. Dabei soll es nahe Fort Laramie zu Kämpfen mit Indianern gekommen sein, und als der Treck bei Fort Bridger einen Zwischenstopp einlegte, soll Wyatt Earp die Gelegenheit genutzt haben und mit Jim Bridger auf Büffeljagd gegangen sein. Diese Begebenheiten beschrieb der Schriftsteller Stuart N. Lake in seinem Buch Wyatt Earp: Frontier Marshal, das auf Earps eigenen Schilderungen beruht. Dass er die Geschichte ausgeschmückt hat, steht nicht fest, wird aber von verschiedenen Forschern vermutet, weil keinerlei Dokumente gefunden wurden, die die Schilderungen untermauern.

## Kalifornien
Im Spätsommer 1865 waren Wyatt und Virgil Earp als Postkutschenfahrer bei Phineas Banning und seiner „Bannings Stage Line“ im Imperial Valley in Kalifornien angestellt. Das war auch die Zeit, als Wyatt Earp seine ersten Erfahrungen mit dem Whiskey machte. Er fühlte sich aber danach derart krank, dass er in den nächsten 20 Jahren keinen Tropfen mehr anrührte. Im Frühling 1866 arbeitete Earp als Transporteur für die Firma von Chris Taylor, für den er die Route von Wilmington, Kalifornien nach Prescott, Arizona befuhr. Die zweite Route, die er befuhr, führte von San Bernardino über Las Vegas, Nevada nach Salt Lake City. Im Frühjahr 1868 wurde Earp von Charles Chrisman beauftragt, Versorgungsgüter für den Bau der Union Pacific Railroad auszuliefern. Zu dieser Zeit fing er auch mit dem Glücksspiel und dem Boxen an. Er trat beispielsweise bei dem Boxkampf zwischen John Shanssey und Mike Donovan als Ringrichter auf.

## Gesetzeshüter

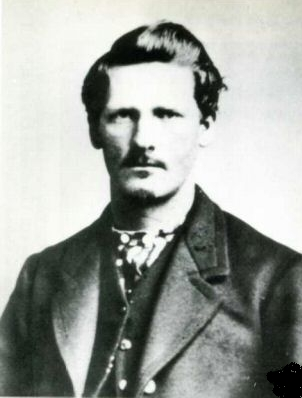
Wyatt Earp um 1869

Die gesamte Familie Earp war nach Lamar gezogen und Vater Nicholas arbeitete dort wieder als Polizist. Als ihm am 17. November die Stelle des Friedensrichters angeboten wurde, stimmte er zu, und Wyatt Earp übernahm den freigewordenen Polizeiposten. Am 10. Januar 1870 heiratete er seine erste Frau, Urilla Sutherland (1849–1870), die Tochter von William und Permelia Sutherland aus New York City. Sie starb aber schon in den nächsten Monaten. Ob an Typhus oder im Kindbett, ist nicht gesichert. Im August desselben Jahres kaufte Earp ein Haus mit dazugehörigem Grundstück für 50 $, allerdings verkaufte er es schon im November wieder für 75 $, wahrscheinlich weil seine Frau gestorben war. Im selben Monat stand die Wiederwahl zum Polizeichef an, und Earp setzte sich bei dieser Wahl mit 137:108 Stimmen gegen seinen Bruder Newton durch.
Trotz seiner Polizeitätigkeit kam auch Earp mit dem Gesetz in Konflikt. Am 14. März 1871 strengte die Verwaltung von Barton County, Missouri, eine Klage gegen ihn an, weil er öffentliche Gelder, die eigentlich für die Gründung von Schulen gesammelt worden waren, veruntreut haben sollte. Einer Bestrafung entgingen Earp und sein Vater dadurch, dass sie den Staat verließen.
Am 31. März beschuldigte ein James Cromwell Earp, Geld an sich genommen zu haben, das Cromwell zuvor als Geldbuße bei ihm abgeliefert habe. Danach soll Earp die Gerichtsdokumente gefälscht haben. Der Ausgang dieses Prozesses ist nicht bekannt.
Am 1. April wurde Earp zusammen mit einem Edward Kennedy und einem John Shown des Pferdediebstahls beschuldigt. Sie sollten am 28. März zwei Pferde im Wert von jeweils 100 $ einem William Keys im Indianerland gestohlen haben. Am 6. April wurde Earp vom Deputy United States Marshal J. G. Owens festgenommen.
Am 14. April wurde Earp gegen eine Kaution von 500 $ entlassen. John Showns Frau wandte sich an das Gericht und brachte vor, Kennedy und Earp hätten ihren Mann betrunken gemacht und mit dem Tode bedroht, damit er bei dem Pferdediebstahl mitmachte. Dennoch wurde Kennedy in seinem Prozess freigesprochen, während die Anklage gegen Earp und Shown bestehen blieb. Da gegen Earp nun zwei Zivilklagen und ein Strafprozess liefen, entschloss er sich aus Missouri zu fliehen. Daraufhin wurde ein Haftbefehl gegen ihn erlassen. Die Verfahren wurden später eingestellt, da Earp nicht mehr anwesend war. Ob ausreichende Beweise fehlten, ist nicht bekannt. Da aber einer seiner Mitangeklagten freigesprochen wurde, führte dies möglicherweise dazu, dass die Behörden das Interesse an den Fällen verloren.

## Die Rückkehr
In der Zeit zwischen 1871 und dem 28. Oktober 1874 ist über den Aufenthaltsort von Earp wenig bekannt. An diesem Tag jedoch tauchte er in Wichita, Kansas, wieder auf. Er selbst gibt an, dass er sich in der Zwischenzeit als Büffeljäger in den Great Plains betätigt habe. Aufgrund von Dokumenten wurde allerdings bekannt, dass er im Jahre 1872 in der Gegend von Peoria, Illinois, war. Dort wurde er in der Einwohnerliste als Mitbewohner einer Bordellbesitzerin Jane Haspel geführt. Im Februar 1872 wurden bei einer Polizeirazzia in dem Bordell vier Frauen und drei Männer angetroffen. Das waren Wyatt und Morgan Earp sowie George Randall. Sie wurden wegen „Aufenthalts in einem Haus mit üblem Ruf“ zu einer Geldstrafe von 20 $ verurteilt.
Zwei weitere Festnahmen wegen des gleichen Delikts sind 1872 in Peoria verzeichnet. Möglicherweise arbeitete Earp in jener Zeit aktiv im Rotlichtmilieu von Peoria.
Earp will während seiner Zeit der Büffeljagd in Kansas so bekannte Personen wie Wild Bill Hickok kennengelernt und den Revolverhelden Ben Thompson in Ellsworth, Kansas, festgenommen haben. Zumindest über die Festnahme von Thompson haben Nachforschungen ergeben, dass diese Angaben Earps nicht stimmen können. Bekannt ist allerdings, dass er in dieser Zeit am Salt Fork des Arkansas seinen späteren engen Freund Bat Masterson kennenlernte. Nach einem angeblichen Zeugenbericht hat Earp Thompson am 18. August 1873 verhaftet.

## Wichita
Genau wie Ellsworth war Wichita eine Bahnstation und damit Endpunkt der Viehtrecks aus Texas. Diese boomenden Viehstädte entlang der Grenze waren laute Orte voller betrunkener, bewaffneter Cowboys, die den Abschluss ihrer Viehtriebe feierten. Nachdem Mike Meagher zum Marshal (also Polizeichef) der Stadt gewählt worden war, schloss sich Earp seinem Büro an. Earp wurde während seiner Zeit in Wichita mehrfach öffentlich gelobt. Er erkannte einen gesuchten Pferdedieb und nahm ihn fest, nachdem er einen Warnschuss abgegeben hatte. Später nahm er noch eine Gruppe von Wagendieben fest.
Im Jahre 1876 hatte Earp Glück, als ihm im Sitzen der Revolver aus dem Holster fiel und sich ein Schuss löste, der aber nur seine Jacke durchlöcherte und in die Decke ging.
Eine schwierige Situation in Wichita wird sowohl in Earps Biografie als auch in den Erinnerungen des Hilfssheriffs Jimmy Cairns erwähnt. Earp hatte Ärger mit einigen aufgebrachten Viehtreibern über Geld, das sie für ein Piano in einem Bordell bezahlen sollten. Nachdem er sie gezwungen hatte, das Geld einzusammeln, rottete sich eine Gruppe von fast 50 bewaffneten Viehtreibern in Delano zusammen und drohte, in Wichita „aufzuräumen“. Bürger und Gesetzeshüter kamen in Wichita zusammen, um sich den Cowboys entgegenzustellen. Earp stand in der Mitte der Verteidiger auf der Brücke, die zwischen Delano und Wichita den Fluss überspannte. Er sprach mit den wütenden Cowboys und konnte sie schließlich ohne Gewaltanwendung dazu bewegen, wieder umzukehren.
Cairns schrieb später über Earp:

„Wyatt Earp war ein wundervoller Beamter. Er war pflichtbewusst bis in die Haarspitzen und fürchtete sich offenbar vor nichts. Die Cowboys respektierten ihn alle und erinnerten sich seiner Überlegenheit und Autorität bei Gelegenheiten, wo er sie einsetzen musste.“

Earps Dienstzeit als Deputy ging am 2. April 1876 überraschend zu Ende, als er sich selber zur Wahl zum Marshal stellen wollte. Der frühere Marshal Bill Smith warf ihm vor, seine Stellung zu missbrauchen, um seine Brüder ebenfalls zu Gesetzeshütern zu machen. Nach einer Schlägerei zwischen Earp und Bill Smith war Marshal Meager gezwungen, Earp zu entlassen und ihn einzusperren. Das war das Ende einer Laufbahn, die die örtliche Presse als „untadelig“ beschrieb. Nachdem Marshal Meager die nächste Wahl wieder gewonnen hatte, war die Meinung des Stadtrats geteilt, ob man Wyatt wieder einstellen sollte. Da der Viehhandel in Wichita stagnierte, war Earp aber schon auf dem Weg in die nächste boomende Stadt, Dodge City in Kansas.

## Dodge City
Dodge City wurde nach 1875 der Hauptumschlagplatz für den Viehtrieb aus Texas entlang des Chisholm Trails. Earp wurde im Jahre 1876 stellvertretender Marshal in Dodge City, hinter Marshal Larry Deger. Er blieb es bis weit ins Jahr 1877. Danach ließ er sich privat in Dodge City nieder, wobei es immer wieder zu Vorfällen kam, bei denen er vor Gericht erscheinen musste. Einmal wurde er zur Mindeststrafe von 1 $ verurteilt, weil er eine Prostituierte geschlagen hatte, nachdem er provoziert worden war.

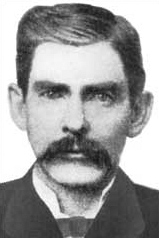
Doc Holliday in Tombstone, um 1882

Im Oktober 1877 verließ er Dodge City für eine Weile und zog als Glücksspieler durch Texas bis nach Fort Griffin, wo er einen kartenspielenden Zahnarzt kennenlernte, der als Doc Holliday bekannt wurde. Earp kehrte 1878 nach Dodge City zurück und wurde wieder stellvertretender Marshal, diesmal unter Marshal Charlie Basset. Im Juli desselben Jahres kam auch Doc Holliday nach Dodge City und rettete gleich im August Earp das Leben. Während einer Kneipenschlägerei richtete ein Cowboy von hinten die Waffe auf Earp. Doc Holliday warnte Earp und bedrohte den Cowboy gleichzeitig mit seinem Revolver, worauf dieser die Waffe sinken ließ.
Am 26. Juli 1878 kam es zu einer Schießerei zwischen Earp, Doc Holliday, Bat Masterson und einigen anderen Personen bei einem Varieté. Der Cowboy George Hoy war nach einer Auseinandersetzung mit Earp mit mehreren Freunden zurückgekommen und eröffnete das Feuer. Während aus der Gruppe um Earp niemand verletzt wurde, erwiderten sie das Feuer und verletzten Hoy so schwer, dass er knapp vier Wochen später am 21. August 1878 starb. Earp nahm für sich in Anspruch, den tödlichen Schuss abgefeuert zu haben. Es bestand jedoch auch die Möglichkeit, dass der Polizist James (Jim) P. Masterson den tödlichen Schuss abgab.

## „Buntline Special“
Es wird darüber berichtet, dass Earp eine besonders langläufige Waffe getragen habe, die sogenannte „Buntline Special“. Die Geschichte dieser Waffe beginnt mit dem Mord an der Schauspielerin Dora Hand im Jahre 1878. Hand wurde von einem Mann erschossen, der versuchte, den Bürgermeister von Dodge City, James H. „Dog“ Kelly, zu töten. Hand, die Gast im Hause Kelly war, schlief in Abwesenheit des Ehepaars Kelly in James Kellys Bett und wurde vom Mörder für ihn gehalten. Sie war zu jener Zeit eine Berühmtheit, und daher wurde ihre Ermordung landesweit bekannt.
Earp nahm mit einem Aufgebot die Verfolgung des Mörders auf und konnte ihn schließlich stellen. Die Geschichte dieser Verfolgung erschien in allen Zeitungen von Kalifornien bis New York. Es waren fünf Personen, die den Mörder verfolgten: Earp, Bat Masterson, der sehr junge Bill Tilghman, Basset und William Duffy. Earp erschoss das Pferd des flüchtenden James „Spike“ Kennedy und Masterson verwundete ihn selbst. Die „Dodge City Times“ bezeichnete die Gruppe als das „unerschrockenste Aufgebot, das je den Abzug betätigt hat.“
Der Zeitungsmann Ned Buntline soll daraufhin für die beteiligten Gesetzeshüter die „Buntline Specials“ gestiftet haben, als Gegenleistung für einige Exklusivinformationen für eine Geschichte. Bekannt geworden ist eine von Buntline geschriebene Geschichte über Earp aber nicht.
Die Waffe soll ein Colt Single Action gewesen sein, mit einem 30 cm langen Lauf und hölzernen Griffschalen, in denen der Name „Ned“ verziert eingraviert war. Earp war aber wohl der einzige, der die Waffe im Originalzustand gebrauchte; die anderen kürzten den Lauf, damit man sie leichter verstecken konnte.

## Tombstone

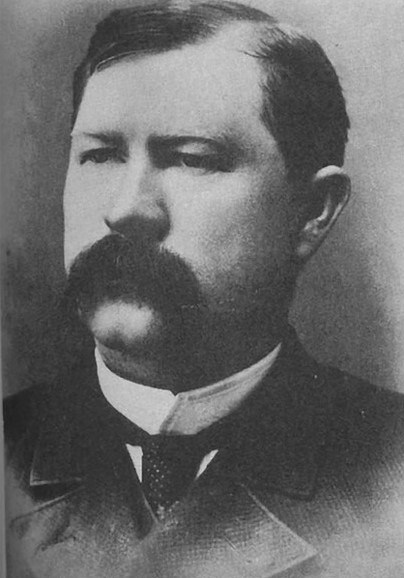
Virgil Earp

Wyatt und seine älteren Brüder James (Jim) und Virgil Earp zogen im Dezember 1879 nach Tombstone, Arizona, das durch Silberfunde ständig wuchs. Wyatt Earp kaufte einen Planwagen, den er zu einer Postkutsche umrüsten wollte. Als sie jedoch in Tombstone ankamen, gab es dort schon zwei Postkutschenlinien. Jim arbeitete daraufhin als Barkeeper und Virgil Earp wurde U.S. Marshal. C. P. Dake war der U.S. Marshal für Arizona und hatte seinen Sitz in Prescott, etwa 450 km entfernt, so dass der Deputy Marshal in Tombstone alleine für den Südwesten Arizonas zuständig war. In Tombstone steckten die Earps zusätzlich Rechte für einige Bergwerke ab und Wyatt Earp arbeitete für die Postkutschengesellschaft Wells Fargo als Bewacher, wenn sie Wertsachen transportierte.
Im Sommer 1880 siedelten die beiden jüngeren Brüder Morgan und Warren Earp ebenfalls nach Tombstone über und im September kam Doc Holliday in der Stadt an.
Am 25. Juli 1880 beschuldigte Marshal Virgil Earp den Cowboy Frank McLaury, der Armee sechs Maultiere aus dem Camp Rucker gestohlen zu haben. Earp war dafür zuständig, da der Tierdiebstahl aus dem Besitz der U.S. Armee eine Bundesangelegenheit war. Die McLaurys wurden von Armeeangehörigen und Earp dabei überrascht, als sie das „U.S.“-Brandzeichen in ein „D 8“ ändern wollten. Um einen Kampf zu vermeiden und nach der Zusage, die Maultiere wieder zurückzubringen, zog sich Earp mit seinen Leuten zurück. Die Tiere wurden jedoch nicht zurückgegeben. Daraufhin machte der Verantwortliche der Armee die Angelegenheit öffentlich und das Ansehen McLaurys litt darunter. Dieser Vorfall war der Beginn der Feindseligkeiten zwischen den McLaurys und den Earps.
Zur selben Zeit wurde Wyatt Earp für drei Monate Deputy Sheriff in Pima County, in dem auch Tombstone liegt. Am 28. Oktober 1880 wollte der Stadt-Marshal von Tombstone, Fred White, eine Gruppe von Nachtschwärmern auf der Allen Street auseinandertreiben, die damit beschäftigt waren, auf den Mond zu schießen. Als White einem der Ruhestörer, „Curly Bill“ Brocius (oft auch „Brocious“ geschrieben), die Waffe entreißen wollte, wurde er von einem Schuss in die Leistengegend getroffen. Morgan und Wyatt Earp kamen, zusammen mit dem Wells-Fargo-Angestellten Fred Dodge, White zu Hilfe. Dennoch starb er zwei Tage später. Wyatt Earp und ein Deputy nahmen Brocius fest und brachten ihn am nächsten Tag nach Tucson, um zu verhindern, dass er gelyncht würde. Dort wurde er wegen Mordes angeklagt. Er wurde aber nicht zuletzt wegen Earps Aussage, dass es ein Unfall war, freigesprochen. Trotzdem blieb Brocius ein Freund der McLaurys und ein Feind der Earps.
Kurz danach, am 9. November 1880, quittierte Earp den Dienst als Deputy, da er Probleme mit seinem Chef Charlie Shibell, dem Sheriff von Pima, bekam, da er bei der kommenden Wahl dessen Gegenkandidaten unterstützen wollte. Mehrere Monate später kam es zu einer Gebietsreform im Pima County, und Cochise County wurde gegründet. Als dort die Stelle eines Sheriffs ausgeschrieben wurde, bewarb sich Earp. Sein Gegenkandidat Behan vereinbarte mit Earp, dass er ihn zum Deputy machen würde, wenn Earp seine Kandidatur zurückzöge, was dieser dann auch tat. Behan hielt sich aber nicht an die Vereinbarung und stellte Harry Woods ein. Earp war fortan ohne Arbeit.
Mittlerweile zahlten sich die Schürfrechte, die die Earps erworben hatten, aber auch finanziell für sie aus, so dass ein regelmäßiges Einkommen vorhanden war.

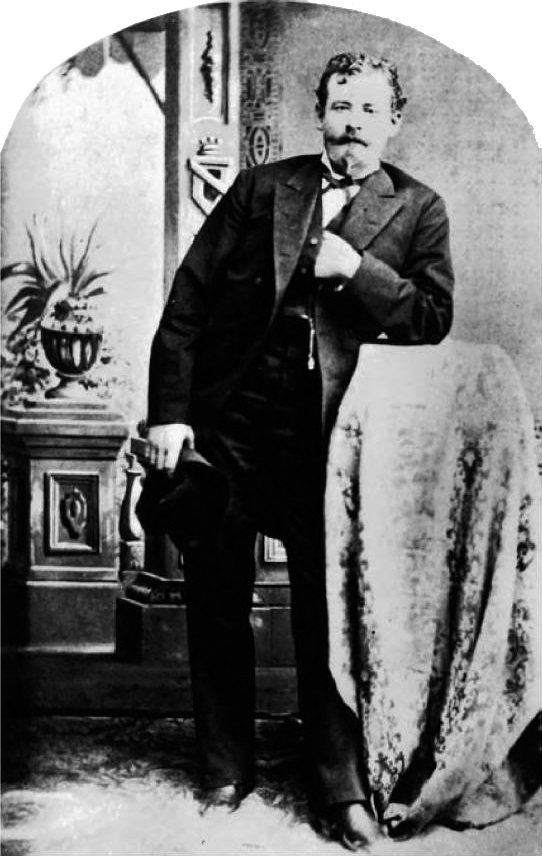
Ike Clanton 1881 in Tombstone

Als Earp im Jahre 1879 in Tombstone angekommen war, hatte man ihm ein Pferd gestohlen. Zum Jahreswechsel 1880/1881 hörte er, dass dieses Pferd im Besitz von Ike und Billy Clanton sei, die eine Ranch in der Nähe von Charleston hatten. Earp und Doc Holliday ritten zur Ranch und holten das Pferd ohne Widerstand zurück. Das war der erste Kontakt zwischen den Clantons und Earp, deren Verhältnis später noch eskalieren sollte.
Im Januar 1881 erwarb Earp zusammen mit Lou Rickabaugh und anderen die Konzession zur Eröffnung eines Spielsaloons, des Oriental Saloon. In dieser Zeit bekam er immer wieder Ärger mit konkurrierenden Saloonbesitzern, die ihm aggressive Spieler in den Saloon schickten, um die Kunden zu vertreiben.
Im Laufe des Jahres verstärkten sich nach mehreren Postkutschenüberfällen die Spannungen zwischen den Earps und Doc Holliday einerseits und den Clantons und McLaurys andererseits, welche schließlich damit drohten, die Earps umzubringen. Als Folge davon kam es dann im Oktober zu der Schießerei am O. K. Corral.

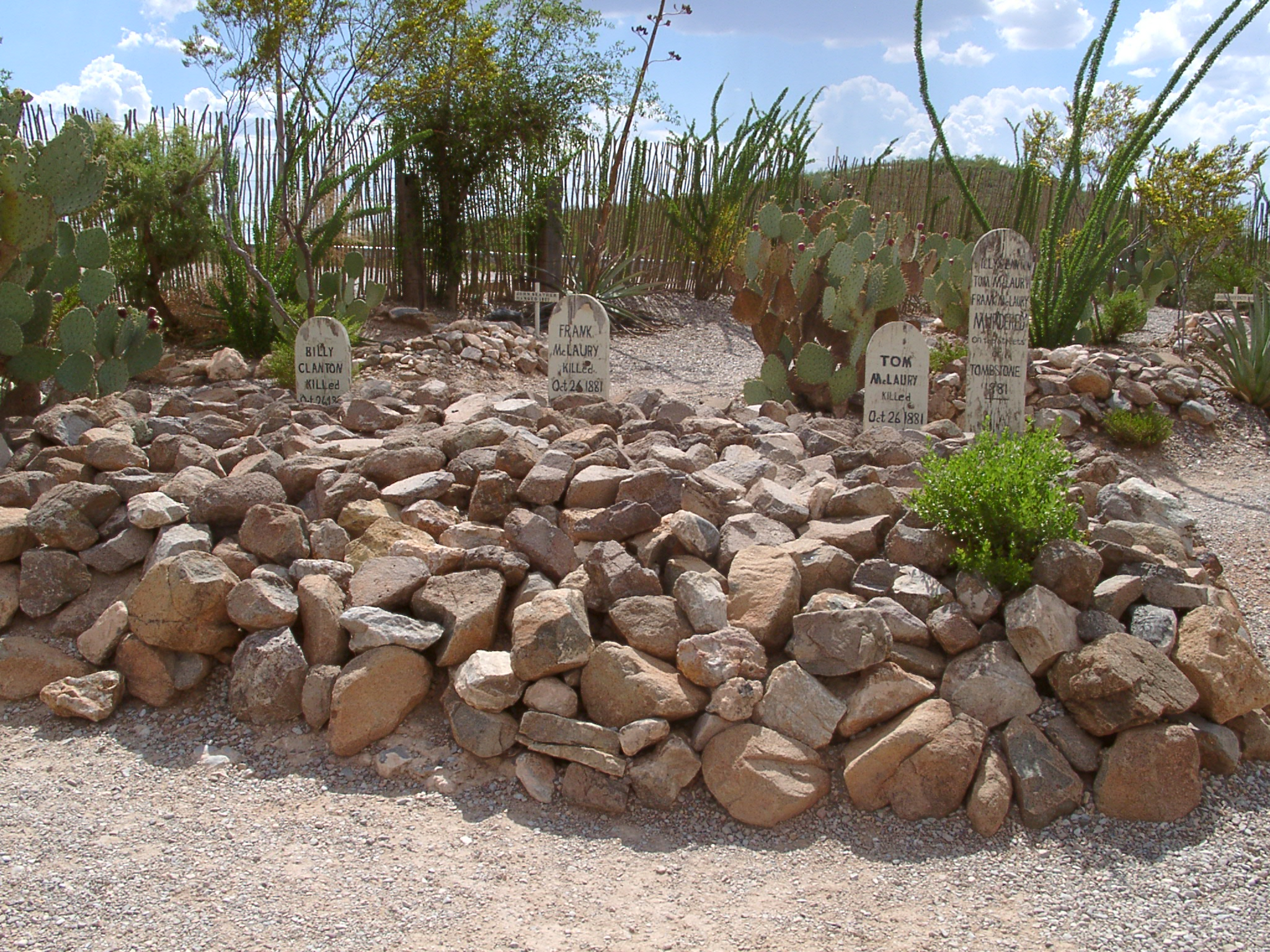
Gräber der Toten vom O. K. Corral

Aufgrund dieser Schießerei beschuldigte Ike Clanton am 30. Oktober die Earps und Doc Holliday des Mordes und Wyatt Earp und Doc Holliday wurden festgenommen und dem Friedensrichter vorgeführt. Morgan und Virgil Earp erholten sich noch von ihren Verletzungen aus der Schießerei. Wyatt Earp und Doc Holliday wurden gegen eine Kaution von 10.000 $ wieder freigelassen. Bei dem folgenden Prozess traten einige Zeugen auf, die gegen die Earps und Doc Holliday aussagten, so dass ihre Verurteilung drohte. Sie bekamen aber unbeabsichtigt Hilfe von Ike Clanton. Dieser verwickelte sich bei seiner Aussage vor Gericht im Kreuzverhör derart in Widersprüche, dass Zweifel an der Schuld der Angeklagten aufkamen. Nachdem Earp aufgrund des herrschenden Justizsystems eine Verteidigungsrede halten durfte, ohne dass er ins Kreuzverhör genommen werden konnte, sah es der Friedensrichter als erwiesen an, dass die Earps gegen kein Gesetz verstoßen hätten, und ließ sie frei. Auch eine Berufungsverhandlung brachte kein anderes Ergebnis.
Trotz dieses Freispruchs war der Ruf der Earps ruiniert, weil sie von der Bevölkerung weiterhin als Räuber und Mörder angesehen wurden.

## Die Rache der Cowboys

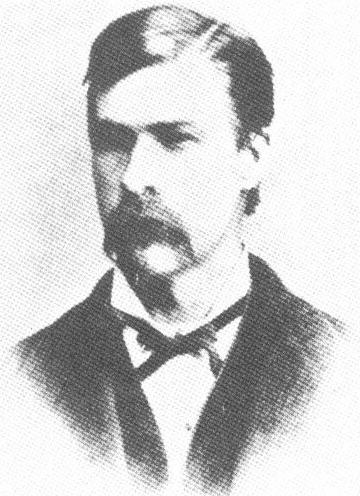
Morgan Earp

Im Dezember 1881 klagte Ike Clanton die Earps und Doc Holliday erneut des Mordes an Billy Clanton und den McLaurys an, diesmal in Contention, einer kleinen, boomenden, nur wenige Jahre existierenden (ca. 1879 bis 1888) Silberbergbau-Siedlung, nahe Tombstone und Fairbank am San Pedro River. Unter starkem Personenschutz wurden die Angeklagten nach Contention gebracht, weil vermutet wurde, dass sie auf dem Ritt aus Rache von Cowboys überfallen werden könnten. In Contention endete der neue Prozess erneut mit einem Freispruch, nicht zuletzt durch die juristische Unerfahrenheit des Richters. Bevor keine neuen Beweise vorlagen, wollte der Richter auch kein weiteres Verfahren beginnen.
Daraufhin wurde Virgil Earp am 28. Dezember von einem unbekannten Schützen angeschossen, als er über die Allen Street in Tombstone ging. Er wurde an der Schulter verletzt. Am Standort des Schützen fand man dann den Hut Ike Clantons. Wyatt Earp telegrafierte daraufhin dem U.S. Marshal Crawley Drake und bat, ihn zum Deputy Marshal zu ernennen, was dieser dann auch tat. Als Earps Geschäftspartner seine Beteiligung am Oriental Saloon an jemanden verkaufte, mit dem Earp Differenzen hatte, verkaufte er seine Glücksspielkonzession ebenfalls. Der ständige öffentliche Druck gegen die Earps führte schließlich dazu, dass sie resignierten und beschlossen, ihre Deputyämter zurückzugeben, was der U.S. Marshal aber ablehnte. Gleichzeitig fragte Wyatt Earp bei Ike Clanton nach, ob man die Streitigkeiten nicht beilegen könnte. Aber Clanton lehnte ab. Zur selben Zeit wurde Clanton in einem Gerichtsverfahren wegen des Schusses auf Virgil Earp freigesprochen, weil er mehrere Zeugen beibrachte, die aussagten, dass er zum Zeitpunkt des Schusses in Charleston gewesen sei.
Am 18. März 1882 wurde Morgan Earp in Campbell & Hatch’s Saloon erschossen, während er Billard spielte. Der Schuss war durch ein Fenster in der Tür abgegeben worden, verletzte sein Rückgrat und innere Organe. Er starb vierzig Minuten später. Die Schützen entkamen unerkannt in der Dunkelheit.

## Vendetta
Ermittlungen nach den Schützen führten dann aber zu Pete Spence, der auch ein Geständnis ablegte. Er erklärte, dass er zusammen mit Frederick Bode, Frank Stillwell und Florentino „Indian Charlie“ Cruz auf Morgan Earp geschossen habe. Spence wurde daraufhin inhaftiert.
Am Sonntag, dem 19. März, schickten Wyatt Earp, sein Bruder James und einige Freunde Morgans Leichnam mit der Eisenbahn von Benson nach Colton, Kalifornien, wo Morgans Frau lebte.
Der immer noch verletzte Virgil Earp wurde zusammen mit seiner Frau in Benson in einen Zug gesetzt. Von dort sollte er über Tucson in Sicherheit gebracht werden. Da Wyatt Earp gehört hatte, dass seine Gegner Züge in Tucson kontrollierten, bestieg er zusammen mit seinem Bruder Warren, Doc Holliday, Turkey Creek Jack Johnson und Sherman McMasters ebenfalls den Zug, um Virgil und seine Frau zu schützen. Als der Zug später Tucson in der Dunkelheit verließ, waren Schüsse in der Nähe der Gleise zu hören. Am nächsten Morgen wurde Frank Stilwells Leiche an den Gleisen gefunden. Warum sich Stilwell dort aufgehalten hatte, konnte nie zweifelsfrei geklärt werden. Ike Clanton erzählte, dass er zusammen mit Stilwell in Tucson war, weil dieser seine gerichtlichen Probleme lösen wollte. Dann hätten sie gehört, dass die Earps nach Tucson kommen wollten, um sie umzubringen. Daraufhin habe Stilwell das Hotel verlassen. Er wurde später auf den Gleisen gefunden. Wyatt Earp schilderte die Geschichte so, dass er Clanton und Stilwell auf den Gleisen gesehen habe, die sie mit ihren Waffen bedrohten. Daraufhin habe er Stilwell erschossen. Nachdem sie den Zug sicher auf den Weg geschickt hatte, kehrte die Gruppe um Earp über Benson und Contention nach Tombstone zurück. Mittlerweile waren Haftbefehle gegen die fünf Mitglieder von Earps Gruppe erlassen worden und sie mussten noch am selben Abend Tombstone verlassen. Texas Jack Vermillion schloss sich der Gruppe an.
Am 22. März erreichten sie ein Holzfällercamp, in dem sie Spence vermuteten, von dem sie wussten, dass er den Mord an Morgan Earp bereits zugegeben hatte. Spence war jedoch immer noch im Gefängnis. Sie trafen allerdings Florentino „Indian Charlie“ Cruz an. Cruz wurde befragt und gab zu, aufgepasst zu haben, während Stilwell, Hank Swilling, „Curly Bill“ Brocius und Ringo Morgan töteten. Nach seinem Geständnis wurde Cruz von Earps Gruppe erschossen.
Zwei Tage später kam es in Iron Springs, Arizona, zum Zusammentreffen mit „Curly Bill“ Brocius. Dieser bereitete gerade das Essen für eine Gruppe Cowboys zu, als Earps Gruppe erschien. Bei einem Schusswechsel wurde Brocius tödlich getroffen, ein weiterer Cowboy wurde schwer verletzt. Earp ging unverletzt aus dieser Schießerei hervor.
In der nächsten Zeit hielt sich die Gruppe in der Gegend von Tombstone auf, kam aber schließlich zu der Erkenntnis, dass sie nicht nach Tombstone zurückkehren könne, und verließ daraufhin im April 1882 Arizona.

## Leben nach Tombstone

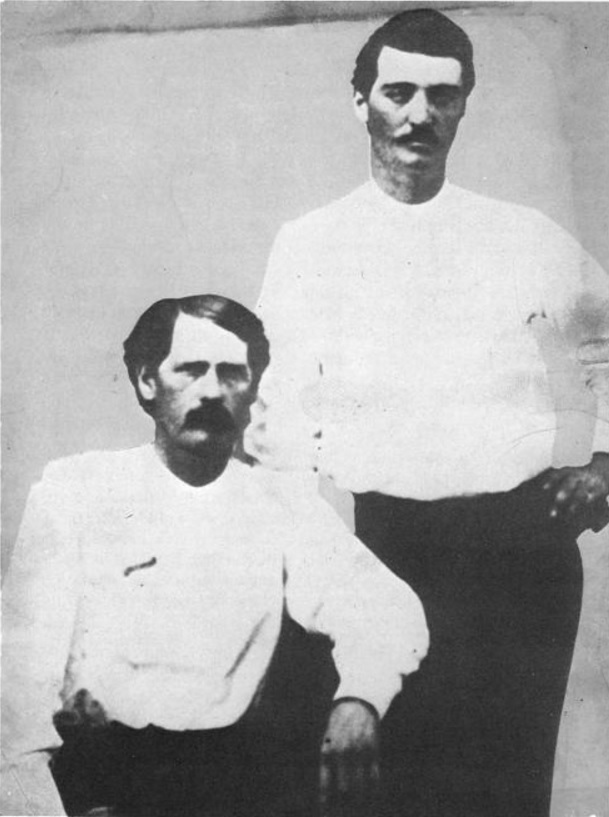
Wyatt Earp (l.) und Bat Masterson (1876)

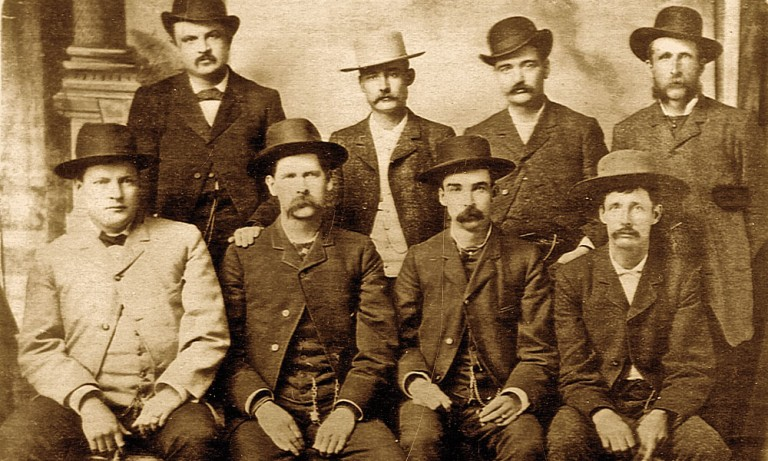
Wyatt Earp (sitzend 2. v. l.) und seine Gruppe im Dodge-City-Krieg (1883)

Nach einem Ritt durch Colorado und einem Aufenthalt in Albuquerque, New Mexico, löste sich die Gruppe auf und die Earps zogen weiter nach Pueblo und Denver. Schließlich ließen sie sich in der Nähe von Gunnison, Colorado, nieder. Sie blieben unauffällig und fuhren nur selten in die Stadt, um Vorräte einzukaufen. Wyatt Earp spielte ab und zu Faro im dortigen Saloon. Der Besitz der Earps in Tombstone wurde versteigert, um Steuerschulden zu begleichen, und das Vermögen schmolz dahin.
Gegen Ende des Jahres 1882 zogen Wyatt Earp und sein Bruder Warren zu Virgil nach San Francisco. Dort lernte Wyatt Earp Josie Marcus kennen, die seine Lebenspartnerin in den nächsten 46 Jahren wurde. Ob sie geheiratet haben, ist nicht bekannt, sie führte allerdings den Namen Josephine Earp. Earp zog mit ihr 1883 zurück nach Gunnison, wo er sich niederließ und vom Faro-Spielen lebte.
Im selben Jahr wurde er in den so genannten „Dodge-City-Krieg“ verwickelt. Dieser begann, als der Bürgermeister von Dodge City versuchte, Luke Short zunächst aus dem Geschäft und später aus der Stadt zu vertreiben. Short wandte sich an Bat Masterson, der seinen Freund Earp fragte, ob er ihn unterstützen könne. Earp erschien daraufhin mit Johnny Millsap, Shotgun Collins, Texas Jack Vermillion und Johnny Green. Sie wurden in Shorts Saloon in Dodge City vom Polizeichef „Prairie Dog“ Dave Marrow empfangen, der sie gleich zu Deputys machte. Der Stadtrat bot daraufhin an, dass Short für zehn Tage in die Stadt zurückkehren dürfe, damit er seine Geschäfte regeln könne. Dieses Kompromissangebot schlug Earp aus. Als Short schließlich zurückkehrte, gab es niemanden, der sich ihm entgegenstellen konnte, und er eröffnete wieder seinen Saloon. Damit endete der Dodge-City-Krieg ohne einen einzigen Schuss.
Die nächsten zehn Jahre verbrachte Earp damit, Saloons zu betreiben und Glücksspiele zu veranstalten. Sein Geld investierte er in Bergwerke in Colorado und Idaho.
Im Jahre 1886 zogen Earp und seine Lebensgefährtin nach San Diego und blieben dort vier Jahre. Auch hier betrieb er mehrere Glücksspielhäuser und spekulierte während des dortigen Wirtschaftsaufschwungs mit Grundstücken. Ab und zu veranstaltete er auch Boxkämpfe und Pferderennen.
Während der 1890er-Jahre zogen die Earps nach San Francisco, damit Josie näher bei ihrer Familie und Wyatt näher an seiner Arbeitsstelle leben konnte. Er führte einen Pferdestall in Santa Rosa.
Während des Sommers schrieb Earp mit Hilfe des Ghostwriters John H. Flood seine Memoiren.
Am 2. Dezember 1896 war Earp Ringrichter beim Weltmeisterschaftsboxkampf zwischen Tom Sharkey und Bob Fitzsimmons. Nachdem er Sharkey nach einem angeblichen unerlaubten Tiefschlag von Fitzsimmons zum Sieger erklärt hatte, wurde ihm Betrug vorgeworfen. Fitzsimmons erwirkte eine einstweilige Verfügung gegen die Auszahlung des Preisgeldes, doch der Richter entschied, dass er keine Entscheidung über den Sieger treffen werde, da Boxen um Geld in San Francisco verboten sei. Dieses Urteil brachte also keine Klarheit über Earps Entscheidung. In Australien (Fitzsimmons lebte zeitweise in Australien) stand der Ausdruck „Wyatt Earpism“ eine Zeit lang danach für eine unfaire Behandlung eines Boxers durch den Ringrichter. Der so behandelte Sportler war „Wyatt Earped“.
Im Herbst 1897 wurden Wyatt und Josie Earp vom Goldrausch in Alaska erfasst und zogen nach Nome, wo Earp in den folgenden Jahren mehrere Saloons und Glücksspielhäuser betrieb. Die immer wieder auftauchenden Gerüchte über eine Freundschaft Earps mit dem Schriftsteller Jack London in Alaska erscheinen zweifelhaft, weil London am Klondike-Goldrausch teilnahm, während der Nome-Goldrausch einige Jahre später stattfand, als London bereits an anderen Orten lebte.

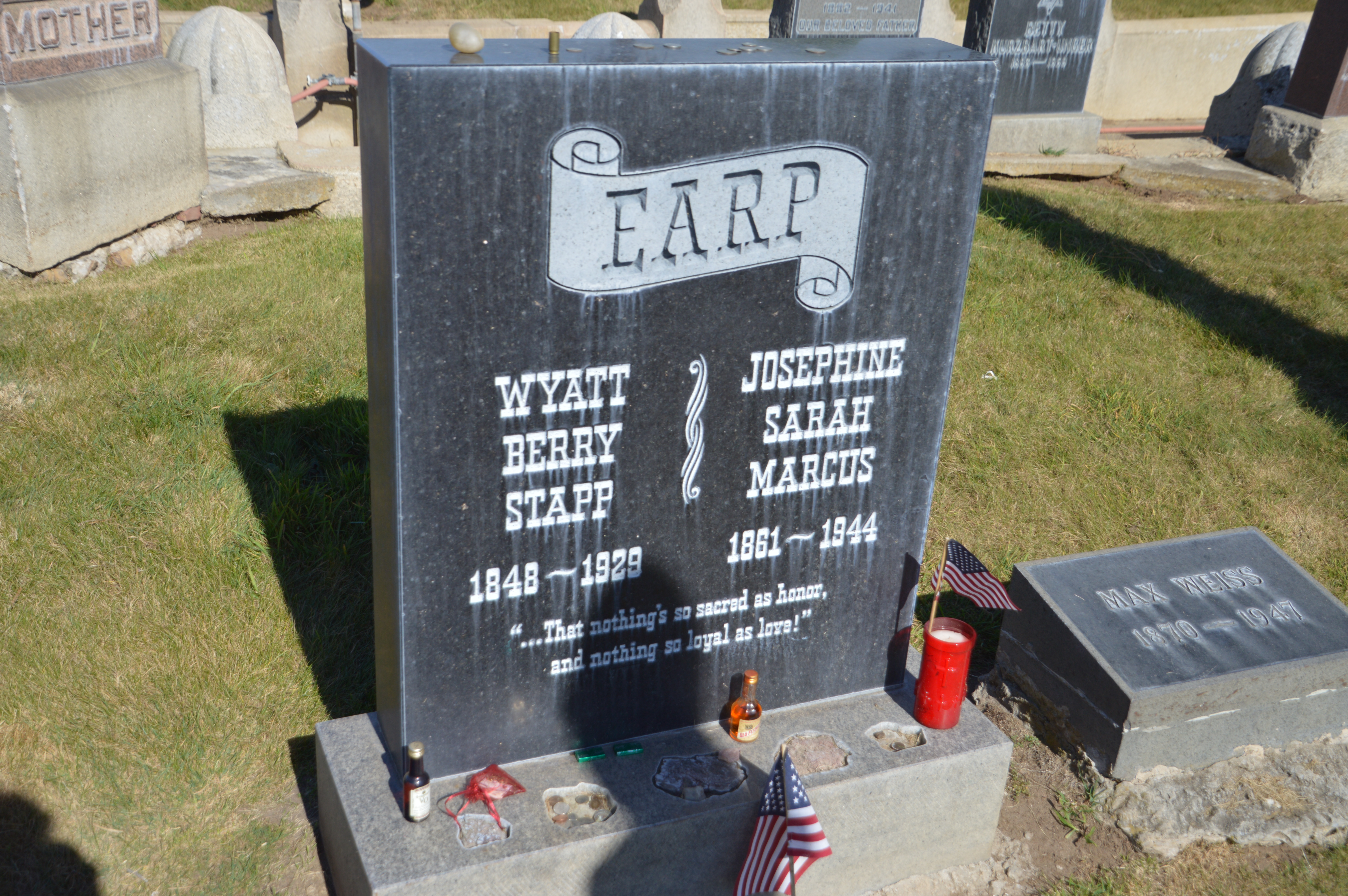
Wyatt Earps Grabstätte

Earp kam auch in Alaska immer wieder wegen geringer Vergehen mit dem Gesetz in Konflikt und zog schließlich nach Hollywood, wo er bei Filmdreharbeiten die Bekanntschaft einiger berühmter Schauspieler machte. Bei einer dieser Dreharbeiten traf er mit einem Nachwuchsschauspieler zusammen, der später unter dem Namen John Wayne bekannt wurde. Wayne erklärte später, dass er sich sein Westernimage aufgrund dieses Zusammentreffens mit Earp zulegte. Ein weiterer Freund Earps war der bekannte Westerndarsteller William S. Hart.
In den frühen 1920er-Jahren übernahm Earp noch einmal einen Sheriffposten im San Bernardino County, Kalifornien, wo er aber hauptsächlich repräsentative Aufgaben zu erledigen hatte.
Am 13. Januar 1929 starb Earp im Alter von 80 Jahren in seinem kleinen Appartement in 4004 W 17th Street in Los Angeles an chronischer Blasenentzündung; andere Quellen nennen Prostatakrebs als Ursache. Die Westerndarsteller William S. Hart und Tom Mix waren Sargträger bei seiner Beerdigung. Earps Lebensgefährtin Josie konnte vor Trauer nicht an der Beerdigung teilnehmen. Sie ließ seinen Körper verbrennen und beerdigte die Asche in der Marcus-Familiengruft in den „Hügeln der Ewigkeit“, einem jüdischen Friedhof (Josie war Jüdin) in Colma, Kalifornien. Als sie 1944 starb, wurde ihre Asche neben ihrem Lebensgefährten beigesetzt. Der Originalgrabstein wurde im Jahre 1957 gestohlen und durch einen neuen ersetzt.

## Mediale Rezeption

### Filme und Serie
Es wurden zahlreiche Filme über Wyatt Earp gedreht. Noch heute wird in Tombstone der berühmte Gunfight at the O.K.-Corral an jedem ersten und dritten Sonntag des Monats für Touristen nachgespielt. Ferner entstand die von 1955 bis 1961 ausgestrahlte Serie Wyatt Earp greift ein (The Life and Legend of Wyatt Earp) mit 227 Folgen. Die Hauptrolle übernahm Hugh O’Brian.
Am Ende des Filmes Shang-High Noon behauptet Roy O‘Bannon, gespielt von Owen Wilson, dass sein richtiger Name Wyatt Earp sei, dieser jedoch nicht wirklich nach einem Revolverhelden klingen würde.
Die Schießerei am O.K.-Corral war auch Thema einer Episode der originalen Star-Trek-Serie.
Filme über Wyatt Earp
- 1946 Faustrecht der Prärie (My Darling Clementine) – Regie: John Ford
- 1955 Wichita – Regie: Jacques Tourneur
- 1957 Zwei rechnen ab (Gunfight at the O.K. Corral) – Regie: John Sturges
- 1964 Cheyenne – Regie: John Ford
- 1967 Die fünf Geächteten (Hour of the Gun) – Regie: John Sturges
- 1971 Doc – Regie: Frank Perry
- 1987 Sunset – Dämmerung in Hollywood – Regie: Blake Edwards
- 1993 Tombstone – Regie: George Pan Cosmatos
- 1994 Wyatt Earp – Das Leben einer Legende – Regie: Lawrence Kasdan
- 1994 Die Abenteuer des jungen Indiana Jones – Doppelfolge: Indiana Jones und die Verrückten von Hollywood
- 2012 Wyatt Earp’s Revenge – Regie: Michael Feifer
- 2012 Hannah’s Law – Regie: Rachel Talalay

Dokumentarfilm über Wyatt Earp
- Wyatt Earp. Regie: Rob Rapley. ZDF, USA, 51 Minuten, 2012
- Wyatt Earp and The Cowboy War. Regie: Patrick Reams. Netflix, USA, 6-teilige Miniserie 2024

#### Romane
Es gibt auch zahlreiche Romane mit Earp als Hauptfigur. Eine Liste dazu findet sich unter Wyatt Earp (Romane).

### Musik
Earps Lebensweg wurde zum Inhalt des Konzeptalbums The Legend and the Truth der Band Dezperadoz.

### Spiel
Wyatt Earp – ein 2001 bei Ravensburger in der alea-Reihe erschienenes Kartenspiel von Richard Borg und Mitz Fitzgerald